# Иисус, терзаемый солдатами
«Иисус, терзаемый солдатами» (фр. Jésus insulté par les soldats) — картина французского художника Эдуарда Мане, написанная маслом на холсте в 1865 году. Она является последней его работой на религиозную тематику. Ныне полотно хранится в Чикагском институте искусств, куда оно было в 1925 году передано Джеймсом Дирингом, наследником компании Deering Harvester Company (International Harvester).
По данным искусствоведа Теофиля Торе-Бюргера, основой для работы Мане послужила картина Антониса ван Дейка «Христос в терновом венце» (оригинал погиб в Берлине в 1945 году, а другая её версия хранится в Художественном музее Принстонского университета). По мнению других исследователей источником вдохновения для Мане была одноимённая работа Тициана 1542—1543 годов, которая ныне находится в Лувре. В 1959 году писатель Мишель Лейрис отметил сходство «Иисуса, терзаемого солдатами» с гравюрой Схелте Адамса Болсверта, в то время как Теодор Рефф усмотрел в работе Мане влияние картин ван Дейка «Ecce Homo» (музей Прадо, Мадрид) или «Христос, осмеянный солдатами». Немецкий историк искусства Юлиус Мейер-Грефе отмечал влияние Диего Веласкеса на творчество Мане, а американский искусствовед Энн Коффин Хэнсон — Хендрика Тербрюггена.

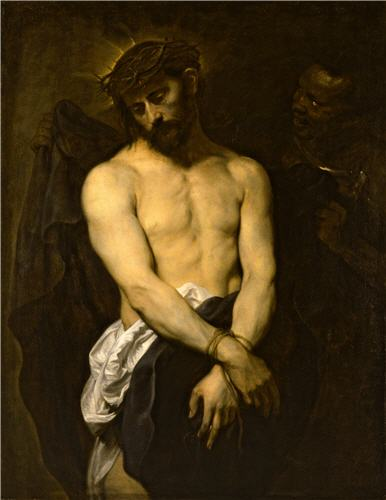
Антонис ван Дейк. Ecce homo (ок. 1625–1626). Институт изящных искусств Барбера, Бирмингем.
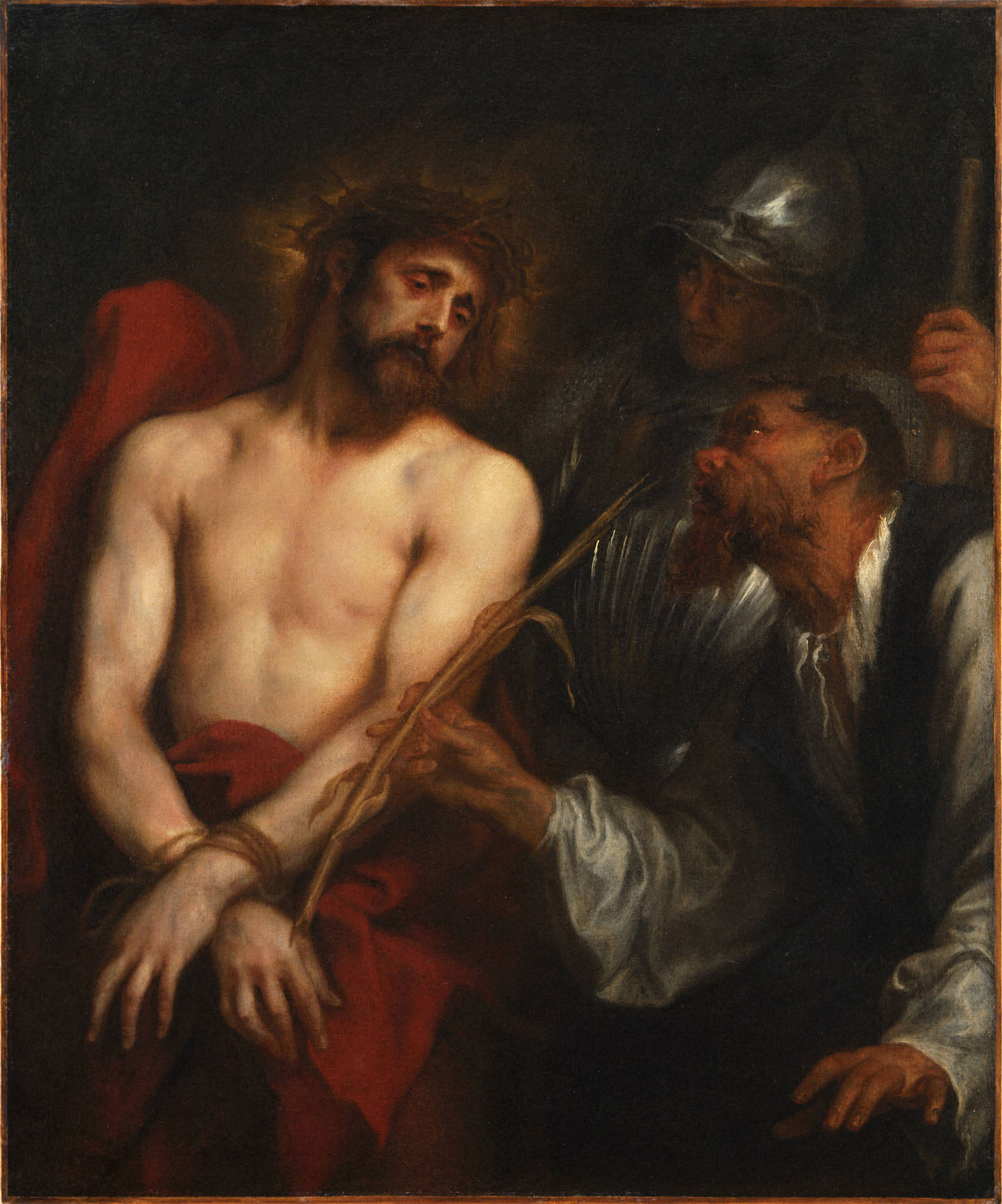
Антонис ван Дейк. Христос в терновом венце (ок. 1628–1630), Художественный музей Принстонского университета.

Эта работа Мане наряду с его же «Мёртвым Христом с ангелами» (1864) была воспринята искусствоведами и публикой как жестокая и недостаточно академичная. Критик Поль де Сен-Виктор назвал «Иисуса, терзаемого солдатами» «ужасным Ecce Homo месье Мане». Традиционные критики Мане, такие как Берталль, Шам, Андре Жилль, Дранер, Стоп и Альбер Робида, также нелестным образом высказались в изданиях Le Charivari, Journal amusant, Le Monde pour rire, L'Éclipse, Le Tintamarre La Vie Parisienne и других.
В описи своих работ, сделанной Мане в 1872 году, он оценил «Иисуса, терзаемого солдатами» в 15 000 франков. Она была выставлена на продажу в 1883 году, но затем была снята с неё. Наконец в 1893 году полотно было приобретено у Леона Лихоффа арт-дилерами Буссо и Валадоном. По данным же Табарана, картину у вдовы Мане купил Дюран-Рюэль, но согласно его записям он приобрёл работу вместе с Жаном-Батистом Фором в 1894 году. Фор выставлял её в Нью-Йорке, а Дюран-Рюэль в итоге продал её за 22 000 франков Джеймсу Дирингу.